# Light This City
Light This City war eine Melodic-Death-Metal- und Thrash-Metal-Band aus San Francisco, Kalifornien, die im Jahr 2002 gegründet wurde und sich 2008 auflöste. Nach einer zehnjährigen Pause veröffentlichte die Band 2018 nochmals ein Album.

## Geschichte
Die Band wurde im Jahr 2002 gegründet und bestand aus den Gitarristen Tyler Gamlen und Steven Shirley, dem Bassisten Mike Dias, dem Schlagzeuger Ben Murray und der Sängerin Laura Nichol. Nachdem sie die ersten Lieder entwickelt hatten, erschien im Herbst 2003 über Reflections of Ruin Records das Debütalbum The Hero Cycle, wobei die meisten Mitglieder zu diesem Zeitpunkt noch zur Highschool gingen. Nach der Veröffentlichung kamen gegen Ende des Jahres Brian Forbes und Steve Hoffman als neue Gitarristen zur Besetzung. Hoffman ersetzt Nick Koenig, welcher zuvor kurzzeitig in der Band war. Infolgedessen erreichte die Gruppe einen Vertrag bei Prosthetic Records, worüber im Jahr 2005 Remains of the Gods erschien. Der Vertrag wurde von den Eltern der Bandmitglieder unterzeichnet, da das Durchschnittsalter der Mitglieder nur 20 Jahre betrug. Nach der Veröffentlichung kamen Jon Frost als neuer Bassist und Ryan Hansen als neuer Gitarrist zur Besetzung. In dieser neuen Besetzung folgten mehrere Touren, wobei die Band zusammen mit Gruppen wie All Shall Perish, Suicide Silence und Too Pure to Die auftrat. Anfang 2006 spielte die Band zudem auf dem New England Metal & Hardcore Festival und dem Los Angeles Murderfest. Im Herbst 2006 erschien das nächste Album Facing the Thousand, worauf Trevor Strnad von The Black Dahlia Murder als Gastsänger zu hören war. Der Veröffentlichung folgten Auftritte in den USA auf Festivals, sowie zusammen mit Bands wie Vader, Malevolent Creation, Cattle Decapitation, Abigail Williams, Veil of Maya, Darkest Hour, Between the Buried and Me und Himsa. Zudem ging die Band im Dezember zusammen mit Ion Dissonance, Nights Like These und As Blood Runs Black auf Tour. Im Februar 2007 drehte die Band unter der Leitung von Darren Doane ihr erstes Musikvideo für das Lied The Unwelcome Saviour in Los Angeles. Daraufhin ging die Band zusammen mit All That Remains auf Tour, ehe eine zweiwöchige Tournee im Februar und März zusammen mit The Faceless und Antagonist abgehalten wurde. Der letzte Auftritt dieser Tour fand auf dem California Metalfest in Santa Ana statt. Im April ging die Gruppe zusammen mit Horse the Band, The Number Twelve Looks Like You und So Many Dynamos auf Tour, wonach sie im Mai zusammen mit All That Remains spielte. Weitere Auftritte folgten im Sommer zusammen mit Vital Remains und With Passion. Anfang Juni 2008 sagte die Band eine bevorstehende Tour zusammen mit God Forbid, Soilent Green und Death Angel ab, bevor sie ein paar Tage später ihre Auflösung bekanntgab. Das bereits fertige nächste Album erschien Ende November in den USA unter dem Namen Stormchaser, ehe es auch Ende Januar 2009 in Europa veröffentlicht wurde. Das Album wurde von Zach Ohren produziert. Hierauf waren als Gastmusiker Chuck Billy (Testament) und John Strachan (The Funeral Pyre) zu hören. Im April 2010 hielt die Band noch ein paar vereinzelte Auftritte ab.
Unter dem Label Creator-Destructor Records wurde am 25. Mai 2018 das Album Terminal Bloom veröffentlicht. Nach der Veröffentlichung spielte die Band in den Jahren 2018 und 2019 mehrere Konzerte in Kanada und den USA, im September folgten drei Konzerte in Europa, und zwar in Hamburg, Stuttgart und Wien.

## Stil
Laut laut.de spielt die Band „beinharten Thrash Metal“. Stewart Mason von Allmusic beschrieb die Musik als schnellen Thrash Metal mit Death-Metal-Einflüssen, wobei die Gruppe die einzige Band mit einem solchen Stil mit einer Sängerin sei. Die Bandbiografie auf dem Facebook-Profil der Band gab Gruppen wie At the Gates, Carcass, Megadeth und Testament als Einflüsse an. In seiner Rezension zu Facing the Thousand gab Anzo Sadoni an, dass die Band mit The Black Dahlia Murder vergleichbar sei. Letztere setze jedoch stärker auf aggressiven Death Metal, wohingegen Light This City sich stärker an Bands wie den alten In Flames oder Desultory orientiere. In ihren Liedern lege die Band ihren Schwerpunkt meist auf Melodik. Der Gesang von Nichol seien tiefe „Growls, sinistere Schreie und Dani Filth-ähnliches Gekeife“. Laut Florian Krapp vom Metal Hammer spielt die Band auf Stormchaser eine Mischung aus Bay-Area-Thrash-Metal, melodischem Death Metal und Hardcore Punk.

## Diskografie
- 2003: The Hero Cycle (Album, Reflections of Ruin Records)
- 2005: Remains of the Gods (Album, Prosthetic Records)
- 2006: Facing the Thousand (Album, Prosthetic Records)
- 2008: Stormchaser (Album, Prosthetic Records)
- 2017: Digital Collection (Kompilation, Prosthetic Records)
- 2018: Terminal Bloom (Album, Creator-Destructor Records)